# 雷奥
雷奥（德語：Rehau，發音：[ˈʁeːaʊ] ⓘ）是德国巴伐利亚州上弗兰肯行政区霍夫县的城市，面积80.33平方千米，2023年12月31日人口为9,366人。

## 友好城市
- 法國 布尔关雅略（1963年）
- 德国 福格特兰地区厄尔斯尼茨（1990年）
- 波蘭 希隆斯克地區奧博爾尼基（2004年）